# Ecuador ved sommer-OL 2020
Ecuador deltog under Sommer-OL 2020 i Tokyo, som blev afviklet i perioden 23. juli til 8. august 2021.

## Medaljer
| 2020 Tokyo | Guld | Sølv | Bronze | Total |
| Ecuador    | 2    | 1    | 0      | 3     |

### Medaljevinderne
| Ecuador under sommer-OL 2020 i Tokyo | Ecuador under sommer-OL 2020 i Tokyo | Ecuador under sommer-OL 2020 i Tokyo | Ecuador under sommer-OL 2020 i Tokyo | Ecuador under sommer-OL 2020 i Tokyo |
| Medalje                              | Navn                                 | Sport                                | Event                                | Dato                                 |
| ------------------------------------ | ------------------------------------ | ------------------------------------ | ------------------------------------ | ------------------------------------ |
| Guld                                 | Richard Carapaz                      | Cykling                              | Linjeløb                             | 24. juli                             |
| Guld                                 | Neisi Dajomes                        | Vægtløftning                         | Damernes 76 kg                       | 1. august                            |
| Sølv                                 | Tamara Salazar                       | Vægtløftning                         | Damernes 87 kg                       | 2. august                            |